# 웹 컨설팅
웹 컨설팅(영어: web consulting)이란 웹사이트를 통한 고객에 목표달성을 위해 시작부터 끝까지의 사전계획과 결과, 수정보완을 위한 일련의 과정이다.
웹 컨설팅을 위해서는 현실적인 비즈니스 생태계뿐만 아니라 경영전략과 IT기술 전반을 이해하는 시야가 필요로하며 이를 전문으로 다루는 이들을 가리켜 웹 컨설턴트라고 하며 PM(프로젝트 매니저)나 IT 컨설턴트와는 달리 웹 디자이너나 웹 개발자와 같이 보다 전문적인 핵심기술을 가진이들이며 구축과 일정, 무엇보다 경영정인 견해와 마케팅을 책임진다.

## 같이 보기
- 웹 접근성
- 웹 호환성